# 裴准叙
裴准叙（韩语： Bae Junseo，2000年12月25日—），韩国男子跆拳道运动员，2019年世界跆拳道锦标赛男子54公斤级金牌得主、2022年世界跆拳道锦标赛男子54公斤级铜牌得主、2023年世界跆拳道锦标赛男子58公斤级金牌得主。